# Руперт (Айдахо)
Руперт (англ. Rupert) — окружний центр і найбільше місто округу Мінідока, штат Айдахо, США. Згідно з переписом 2010 року населення становило 5554 особи, що на 91 особу менше, ніж 2000 року.

## Географія
Руперт розташований за координатами 42°37′8″ пн. ш. 113°40′26″ зх. д. / 42.61889° пн. ш. 113.67389° зх. д. (42.618947, -113.673956).  За даними Бюро перепису населення США в 2010 році місто мало площу 5,40 км², уся площа — суходіл.

### Клімат
| Клімат : Руперт                                         | Клімат : Руперт | Клімат : Руперт | Клімат : Руперт | Клімат : Руперт | Клімат : Руперт | Клімат : Руперт | Клімат : Руперт | Клімат : Руперт | Клімат : Руперт | Клімат : Руперт | Клімат : Руперт | Клімат : Руперт | Клімат : Руперт |
| Показник                                                | Січ.            | Лют.            | Бер.            | Квіт.           | Трав.           | Черв.           | Лип.            | Серп.           | Вер.            | Жовт.           | Лист.           | Груд.           | Рік             |
| Абсолютний максимум, °C                                 | 16,1            | 21,1            | 26,1            | 31,7            | 37,2            | 39,4            | 40,0            | 40,0            | 37,2            | 32,8            | 27,8            | 21,1            | 40,0            |
| Середній максимум, °C                                   | 1,4             | 4,6             | 10,3            | 16,3            | 20,9            | 25,9            | 31,2            | 30,5            | 24,8            | 18,2            | 18,2            | 2,9             | 17,1            |
| Середній мінімум, °C                                    | −9,8            | −6,8            | −3,3            | 0,2             | 4,3             | 8,3             | 11,8            | 10,5            | 5,4             | 0,6             | −4,3            | −8,4            | 0,7             |
| Абсолютний мінімум, °C                                  | −36,7           | −35             | −22,2           | −15             | −6,7            | −1,1            | 1,1             | −4,4            | −8,3            | −11,7           | −23,9           | −32,8           | −36,7           |
| Норма опадів, мм                                        | 27              | 21              | 23              | 22              | 26              | 22              | 9               | 9               | 14              | 20              | 24              | 25              | 242             |
| ------------------------------------------------------- | --------------- | --------------- | --------------- | --------------- | --------------- | --------------- | --------------- | --------------- | --------------- | --------------- | --------------- | --------------- | --------------- |
| Джерело: https://wrcc.dri.edu/cgi-bin/cliMAIN.pl?id7968 |                 |                 |                 |                 |                 |                 |                 |                 |                 |                 |                 |                 |                 |

## Демографія

### Перепис 2010 року
За даними перепису 2010 року, у місті проживало 5 554 особи у 2 026 домогосподарствах у складі 1 397 родин. Густота населення становила 1026,0 ос./км². Було 2 186 помешкань, середня густота яких становила 403,8/км². Расовий склад міста: 75,0 % білих, 0,3 % афроамериканців, 1,6 % індіанців, 0,4 % азіатів, 20,1 % інших рас, а також 2,6 % людей, які зараховують себе до двох або більше рас. Іспанці та латиноамериканці незалежно від раси становили 42,9 % населення.
Із 2 026 домогосподарств 38,8 % мали дітей віком до 18 років, які жили з батьками; 49,0 % були подружжями, які жили разом; 14,1 % мали господиню без чоловіка; 5,8 % мали господаря без дружини і 31,0 % не були родинами. 26,8 % домогосподарств складалися з однієї особи, в тому числі 14,2 % віком 65 і більше років. У середньому на домогосподарство припадало 2,71 мешканця, а середній розмір родини становив 3,30 особи.
Середній вік жителів міста становив 33,3 року. Із них 30,4 % були віком до 18 років; 9,6 % — від 18 до 24; 23,2 % від 25 до 44; 21,8 % від 45 до 64 і 15 % — 65 років або старші. Статевий склад населення: 49,0 % — чоловіки і 51,0 % — жінки.
Середній дохід на одне домашнє господарство  становив 44 757 доларів США (медіана — 34 468), а середній дохід на одну сім'ю — 50 083 долари (медіана — 41 543). Медіана доходів становила 33 489 доларів для чоловіків та 24 609 доларів для жінок. За межею бідності перебувало 21,9 % осіб, у тому числі 31,2 % дітей у віці до 18 років та 14,6 % осіб у віці 65 років та старших.
Цивільне працевлаштоване населення становило 2291 осіб. Основні галузі зайнятості: виробництво — 18,9 %, освіта, охорона здоров'я та соціальна допомога — 16,4 %, сільське господарство, лісництво, риболовля — 14,5 %.

### Перепис 2000 року
За даними перепису 2000 року, в місті проживало 5 645 осіб у 2 024 домогосподарствах у складі 1 443 родин. Густота населення становила 1 073,7 ос./км². Було 2 204 помешкання, середня густота яких становила 419,2/км². Расовий склад міста: 72,65 % білих, 0,37 % афроамериканців, 1,17 % індіанців, 0,32 % азіатів, 0,02 % тихоокеанських остров'ян, 22,69 % інших рас і 2,78 % людей, які зараховують себе до двох або більше рас. Іспанці та латиноамериканці незалежно від раси становили 35,39 % населення.
Із 2 024 домогосподарств 38,3 % мали дітей віком до 18 років, які жили з батьками; 54,5 % були подружжями, які жили разом; 12,5 % мали господиню без чоловіка, і 28,7 % не були родинами. 25,2 % домогосподарств складалися з однієї особи, в тому числі 12,7 % віком 65 і більше років. У середньому на домогосподарство припадало 2,75 мешканця, а середній розмір родини становив 3,31 особи.
Віковий склад населення: 31,2 % віком до 18 років, 10,6 % від 18 до 24, 25,0 % від 25 до 44, 18,8 % від 45 до 64 і 14,3 % від 65 років і старші. Середній вік жителів — 32 роки. Статевий склад населення: 47,6 % — чоловіки і 52,4 % — жінки.
Середній дохід домогосподарств у місті становив $25 105, родин — $29 423. Середній дохід чоловіків становив $28 070 проти $16 779 у жінок. Дохід на душу населення в місті був $12 253. Приблизно 18,9 % родин і 21,5 % населення перебували за межею бідності, включаючи 29,2 % віком до 18 років і 11,7 % від 65 і старших.